# Upplands runinskrifter ATA7269/60A
Upplands runinskrifter ATA7269/60A är ett vikingatida runstensfragment av röd gävlesandsten som fanns vid Eds kyrka, Eds socken och Upplands-Väsby kommun. Fragmentet påträffades 1959, tillsammans med en rad andra runstensfragment, på olika ställen i kyrkogårdsmuren. Runstensfragmentet förvaras i Upplands Väsbys hembygdsgård Runby sedan 1960.

## Inskriften
Translitterering av runraden:
... ...(k) ' ger(a) ...
Normalisering till runsvenska:
... [o]k gæra ...
Översättning till nusvenska:
... och göra ...